# ديويت كلينتون كريجير
ديويت كلينتون كريجير يونيو 1829 - 9 نوفمبر 1898 ؛ مدفون في  مقبرة روزهيل شغل منصب رئيس بلدية شيكاغو، إلينوي (1889–1891) عن  الحزب الديمقراطي.

## مهنة مبكرة
عمل كريجيه كمهندس في مدينة شيكاغو، وحصل في عام 1875 على قالب:براءة الاختراع الأمريكية وفي عام 1876، قالب:براءة الاختراع الأمريكية ، وكلاهما لـ صنابير إطفاء الحرائق. كان الأخير عبارة عن مزيج ينبوع للشرب، صنبور حريق، وحوض سقي للحيوانات. شوهد صنبور كريجير على نطاق واسع في الصور القديمة لشيكاغو. كان كريجيه أيضًا ماستر ماسون، كما ترأس السيد العبادة في بلاني لودج رقم 271، A.F. & A.M. إلينوي لمدة ثماني سنوات، وشغل منصب كبير الماجستير في إلينوي في 1870-1871. تم تسمية نزل دي سي كريجير رقم 81 في ويلنج، إلينوي، على اسمه. لقد كان خامس أحفاد مارتن كريجير، وأول بورغوماستر من أمستردام الجديدة. عمل كريجيه كمهندس رئيسي لشبكة مياه شيكاغو، وبعد ذلك كمفوض شيكاغو للأشغال العامة أثناء رئاسة البلدية الأولى كارتر هاريسون الأب دخل كريجير في صراع مع هاريسون عندما أصبح طموح كريجير في أن يصبح يومًا ما عمدة واضح.

## الحياة السياسية

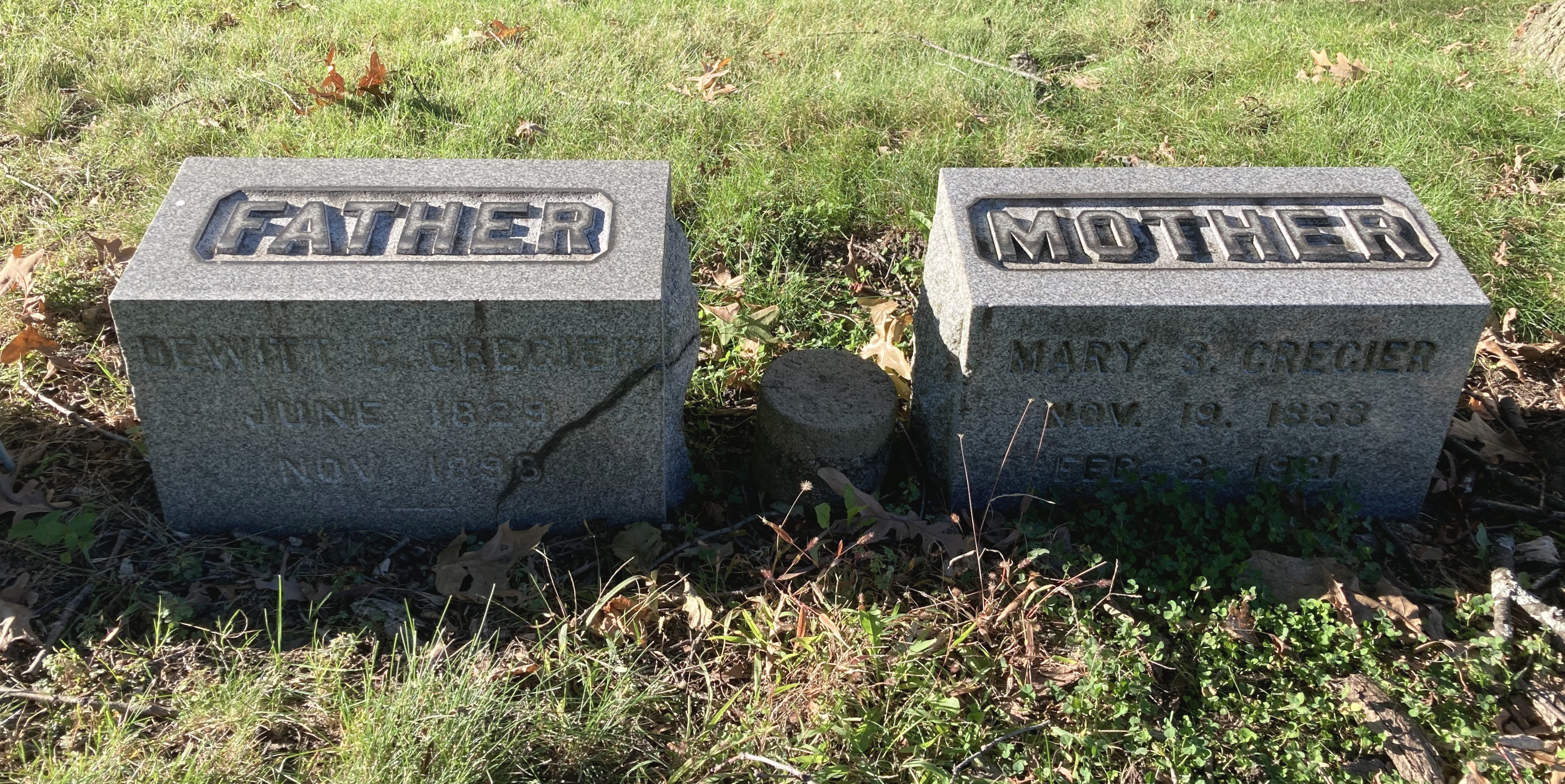
قبرا ديويت كلينتون كريجير (1829–1898) وماري صوفيا كريجير في مقبرة روزهيل، شيكاغو

في انتخابات بلدية شيكاغو لعام 1887 ، حاول  الحزب الديمقراطي في المدينة ترشيحه، لكنه رفض ترشيحهم. في النهاية، لن يترشح أي ديمقراطي في الانتخابات. فاز كريجيه في انتخابات بلدية شيكاغو لعام 1889 كمرشح للحزب الديمقراطي، متغلبًا على رئيس البلدية الحالي  الجمهوري جون إيه روش. أدى كريجير اليمين الدستورية كرئيس للبلدية في 15 أبريل 1889. بصفته عمدة، قدم كريجير، جنبًا إلى جنب مع الرئيس السابق لـ سكة حديد إلينوي المركزية إدوارد تيرنر جيفري ورجل الأعمال توماس بربور برايان، عرضًا تقديميًا لعرض شيكاغو الناجح على أعضاء لجنة مجلس الشيوخ الخمسة عشر بالولايات المتحدة التي قررت ما سيتم منح الموقع المعرض الكولومبي العالمي. خسر كريجيه محاولته لإعادة انتخابه في انتخابات عمدة شيكاغو عام 1891. كان قد رأى لأول مرة كارتر هاريسون الأب يتحداه لترشيح الحزب الديمقراطي. كان كريجيه قادرًا على الفوز بإعادة ترشيح هاريسون، حيث دعم الآلة السياسية المحلية الديمقراطية كريجيه لأنهم وجدوا أنه أكثر ملاءمة لهم مما كان عليه هاريسون. ومع ذلك، فقد خسر الانتخابات في سباق رباعي، شارك فيه كارتر هاريسون باعتباره ديمقراطيًا مستقلًا، همبستيد واشبورن كمرشح جمهوري، وإلمر واشبورن باعتباره مرشح «المواطنون». احتل كريجير المركز الثاني، وخسر أمام المرشح الجمهوري همبستيد واشبورن.
انتهت فترة ولاية كريجيه كرئيس بلدية في 27 أبريل 1891. في انتخابات بلدية شيكاغو، ترشح كريجير كمرشح لـ "Citizens Party" الجديد، لكنه تلقى القليل من الدعم.

## الإرث
في أكتوبر 2011، نُشرت سيرة كريجير بعنوان: «اليتيم نيويورك الذي بنى شيكاغو» بعنوان «قصة ديويت كلينتون كريجير A-19 عبقرية الهندسة الأمريكية» تم نشرها، كتبها غلوريا كريجير إيما، واحدة من آخر اثنين على قيد الحياة من كريجير أحفاد.